# Marc Willard
Marc Willard (1968) is een Nederlands film- en televisieregisseur. Hij is onder andere bekend van De schippers van de Kameleon, De bende van Sjako en Smeris.

## Levensloop
Willard studeerde aan het Nederlandse Filmacademie in Amsterdam voor hij aan de slag ging als regisseur. In 1995 maakte Willard zijn debuut als filmregisseur met de korte film Rob & Janet, waar hij tevens het scenario voor schreef.
Een aantal jaar later, in november 1999, begon Willard te werken als televisieregisseur, zijn debuut beleefde hij bij de RTL 4-televisieserie Westenwind waar hij tot 2003 ruim zestien afleveringen voor regisseerde. Hierna regisseerde Willard zijn eerste langspeelfilm De schippers van de Kameleon in samenwerking met Steven de Jong, die op 25 juni 2003 in première ging. In december 2023 volgde Willard met de televisiefilm Pista! voor BNN.
Na deze films richtte Willard zich voornamelijk op het regisseren van televisieseries, waaronder ZOOP, Spoorloos verdwenen, De co-assistent en De Magische Wereld van Pardoes. Bij sommige van deze projecten maakte hij een aantal afleveringen en voor de ander bleef hij werkzaam voor meerdere seizoenen.
In 2021 regisseerde Willard, na ruim achttien jaar, weer een speelfilm; de film Zwaar verliefd! 2 ging op 24 juni 2021 in première.

## Filmografie

### Film
- 1995: Rob & Janet
- 2003: De schippers van de Kameleon
- 2003: Pista!
- 2021: Zwaar verliefd! 2

### Televisie
- 1999-2003: Westenwind - 16 afleveringen
- 2001-2002: Baantjer - 4 afleveringen
- 2004: De Erfenis - 6 afleveringen
- 2004: ZOOP - 14 afleveringen
- 2005: Hotnews.nl - 20 afleveringen
- 2005-2008: Parels & Zwijnen - 5 afleveringen
- 2006-2008: Spoorloos verdwenen - 12 afleveringen
- 2007: SpangaS - 10 afleveringen
- 2008: Voetbalvrouwen - 2 afleveringen
- 2009-2010: De co-assistent - 6 afleveringen
- 2010: Tien torens diep - 6 afleveringen
- 2010-2011: De bende van Sjako - 8 afleveringen
- 2011: De Magische Wereld van Pardoes - 9 afleveringen
- 2012-2015: Dokter Tinus - 9 afleveringen
- 2013: Danni Lowinski - 7 afleveringen
- 2014: Bluf - 4 afleveringen
- 2014-2016: Heer & Meester - 6 afleveringen
- 2015-2018: Smeris - 14 afleveringen
- 2019: DNA - 1 aflevering
- 2024-2025: Het verhaal van Nederland - 7 afleveringen